# Longjie, Guangdong
Longjie är en köping i sydöstra Kina. Den ligger i Lianping härad i staden Heyuan i provinsen Guangdong,  omkring 160 kilometer nordost om provinshuvudstaden Guangzhou. Antalet invånare är 30 638. Befolkningen består av 15 615 kvinnor och 15 023 män. Barn under 15 år utgör 23,0 %, vuxna 15-64 år 64 %, och äldre över 65 år 11,0 %.